# Until We Meet Again (phim truyền hình)
Until We Meet Again  (tiếng Thái: ด้ายแดง; RTGS: Dai daeng; nghĩa đen là Mối tơ hồng) là phim truyền hình BL Thái năm 2019-2020 với sự góp mặt của Natouch Siripongthon (Fluke) và Thitiwat Ritprasert (Ohm). Bộ phim được đạo diễn bởi New Siwaj Sawatmaneekul, được phát sóng tại Thái Lan từ ngày 9 tháng 11 năm đến ngày 1 tháng 3 năm 2020 sau đó được phát lại trên LINE TV. Dựa trên tác phẩm The Red Thread ด้ายแดง của LazySheep.
Câu chuyện nói về hai sinh viên đại học ngày nay, người đã khám phá ra họ là linh hồn của hai người tình đã tự tử ở kiếp trước. Bộ phim thu hút được nhiều sự chú ý của quốc tế, đặc biệt là Đông Nam Á và Mỹ La tinh. Vào ngày 7 tháng 5 năm 2020, đạo diễn New Siwaj Sawatmaneekul và tác giả LazySheep đã xác nhận sẽ phát hành bộ phim mới dựa trên câu chuyện của Win và Team gọi là "Between Us".

## Nội dung
Ba mươi năm trước, Korn và Intouch là sinh viên đại học tại Bangkok. Intouch bước vào cuộc sống của Korn mặc dù biết rằng anh là con của mafia khét tiếng ở Bangkok. Ban đầu, Korn cứ từ chối Intouch, nhưng cuối cùng, anh không thể cưỡng lại chàng trai tràn đầy sức sống và quyết định đón nhận Intouch.
Tuy nhiên, tại thời điểm đó đồng tính không được chấp nhận và gia đình chống lại mối quan hệ của họ. Giữa sự hỗn loạn, trong khi Intouch vẫn cố gắng chống chọi cho tương lai, Korn không thể đối mặt với những đau khổ của người yêu và quyết định từ bỏ. Hôm đó, hai phát súng phát lên giữa không trung. 
Câu chuyện của họ kết thúc bằng bi kịch.
Nhiều năm sau đó, Pharm (19) tân sinh viên đại học T đã trưởng thành và luôn có cảm giác anh luôn chờ đợi một ai đó. Ròng rã với những cơn ác mộng khiến anh luôn thức dậy với khuôn mặt đẫm lệ, sợ hãi tiếng động lớn, một vết bớt trên thái dương. Dean (21), sinh viên năm ba chủ tịch câu lạc bộ bơi lội của trường đại học T cũng dành hết thanh xuân để tìm một người mà anh không thể nhớ mặt.
Sợi chỉ đỏ duyên phận đã buộc họ từ kiếp trước một lần nữa đã cho họ gặp lại nhau, nhớ lại một quá khứ không đáng nhớ, nhưng tình cảm không thể nào quên. Bởi vì sợi chỉ đỏ gắn kết hai trái tim sẽ luôn dẫn dắt người này đến với nửa kia. Mặc dù có thể bị rối tung, nhưng nó không bao giờ đứt.

## Diễn viên

### Chính
- Natouch Siripongthon (Fluke) vai Pharm, tân sinh viên đại học 19 tuổi có niềm đam mê nấu ăn. Anh là hóa thân của Intouch. Anh được đầu thai vào gia đình của Korn, và Korn là bác ruột của anh ấy.
- Thitiwat Ritprasert (Ohm) vai Dean, sinh viên năm ba và là chủ tịch câu lạc bộ bơi lội. Anh là hóa thân của In. Anh được đầu thai vào gia đình của Intouch, mẹ của anh là cháu gái của Intouch và bà ngoại của anh là chị gái của In.
- Katsamonnat Namwirote (Earth) vai Intouch, kiếp trước của Pharm. Anh lạc quan về mối quan hệ với Korn mặc dù anh biết sẽ không hạnh phúc.
- Noppakao Dechaphatthanakun (Kao) vai Korn, kiếp trước của Dean. Cha của anh là nhân vật mafia chủ chốt.

### Vai phụ
- Warut Chawalitrujiwong (Prem) vai Team, bạn thân của Pharm là thành viên câu lạc bộ bơi lội. Anh thường bị Win trêu đùa.
- Noppanut Guntachai (Boun) vai Win, bạn thân của Dean và là phó chủ tịch câu lạc bộ bơi lội. Anh thích đùa giỡn với Team và hay để mắt tới.
- Samantha Melanie Coates vai Manaow, bạn thân của Pharm và Team và là thành viên câu lạc bộ kịch cùng với Del. Sau đó cô hẹn hò với Pruk.
- Supadach Wilairat (Bosston) vai Pruk, thành viên đẹp trai của câu lạc bộ bơi lội và là người đeo đuổi Manaow.
- Pannin Charnmanoon (Pineare) vai Del, em gái của Dean và Don.
- Wanut Sangtianprapai (Mix) vai Don, em trai của Dean và là anh trai của Del.
- Phachara Suansri (Ja) vai Sin, anh họ của Pharm. Anh hỗ trợ Dean nghiên cứu về Korn và In.
- Naphat Vikairungroj (Na) vai Sorn, bạn của Dean và là người yêu của Sin.
- Songsit Roongnophakunsri vai Wongnate, bố của Dean.
- Sinjai Plengpanich vai Alin, mẹ của Dean và cháu của Intouch.
- Tarika Thidathit vai An, chị gái của In và bà ngoại của Dean.
- Savitree Suttichanond (Beau) vai An lúc lớn.
- Ploy Sornarin vai An lúc nhỏ.
- Nirut Sirijanya vai Ariyasakul, bố của Korn.
- Phollawat Manuprasert vai Krit, anh của Korn, bố của Sin và chú của Pharm.
- Kirati Puangmalee (Title) vai Krit lúc nhỏ.
- Phiravich Attachitsataporn (Mean) vai Alex
- Surat Permpoonsavat (Yacht) vai Mew, thành viên câu lạc bộ bơi lội.

### Khách mời
- Saranwut Chatjaratsaeng (Ball) vai Phoom, em trai của Pharm.
- Tanapon Sukumpantanasan (Perth) vai bạn thân của In.
- Vittawin Veeravidhayanant (Best) vai Dej, thành viên câu lạc bộ nấu ăn.
- Rathavit Kijworalak (Plan) vai bạn của Dean.
- Napat na Ranong (Gun) vai một người bạn của Dean.

## Nhạc phim
| Bài hát                          | Ca sĩ                                                    |
| -------------------------------- | -------------------------------------------------------- |
| I Found You                      | Dome Jaruwat                                             |
| Until We Meet Again              | Boy Sompob                                               |
| Until We Meet Again (tiếng Anh)  | Boy Sompob                                               |
| Until We Meet Again              | Namcha                                                   |
| Luckiest Boy                     | Dàn diễn viên của Sợ Chỉ Đỏ                              |
| Luckiest Boy                     | Boy Sompob                                               |
| Luckiest Boy (tiếng Anh)         | Boy Sompob                                               |
| Or We Have Met                   | Noppanut Guntachai (Boun)                                |
| I Want To Tell You [Official MV] | Samantha Melanie Coates                                  |
| Still Have Me                    | Catnap                                                   |
| From This Day Forward            | Arunpong Chaiwinit                                       |
| We’ll Always Meet Again          | Natouch Siripongthon (Fluke) & Thitiwat Ritprasert (Ohm) |

## Giải thưởng và đề cử
| Năm  | Giải thưởng          | Thể loại                            | Đề cử               | Kết quả |
| ---- | -------------------- | ----------------------------------- | ------------------- | ------- |
| 2021 | Yniverse Awards 2020 | The Greatest Series of the Yniverse | Until We Meet Again | Đề cử   |